# Упей
Упей (на френски: Oupeye) е селище в Югоизточна Белгия, окръг Лиеж на провинция Лиеж. Населението му е около 23 600 души (2006).